# مطر بن هلال العنزي
مطر بن هلال العنزي صحابي كان في الوفد الذين قدموا على رسول الله ﷺ من عبد القيس.

## وفوده على النبي
حدثنا عبد الوارث بن سفيان حدثنا قاسم حدثنا أحمد بن زهير حدثنا أبو بكر بن أبي شيبة حدثنا موسى بن إسماعيل حدثنا أبو عبد الرحمن مطر بن عبد الرحمن العنزي قال: حدثتني امرأة من عبد العنز يقال لها: أم أبان بنت الواضع عن جدها الزارع ابن عامر أنه خرج وافدًا إلى رسول الله صلى الله عليه وسلم وخرج معه بن مجنون ليدعو له النبي ﷺ لُيذهب ما به رواه ابن أبي خيثمة بإسناده عن الزارع.